# Labanjaya
Labanjaya is een bestuurslaag in het regentschap Karawang van de provincie West-Java, Indonesië. Labanjaya telt 5114 inwoners (volkstelling 2010).